# Asesinato de Rafiq Hariri
El asesinato de Rafiq Hariri, ocurrió el 14 de febrero de 2005, por una explosión en la ciudad Beirut. Se detonaron el equivalente a unos 1.000 kg (2200 libras) de TNT, mientras su caravana se acercaba al hotel St. George. Con él, murieron otras 21 personas, entre los que se encontraban varios guardaespaldas de Hariri y el exministro de Economía, Bassel Fleihan.
Hariri había sido parte de la oposición antisiria en el Líbano. Su asesinato desencadenó la Revolución del Cedro, un movimiento popular que obligó a Siria a retirar todas sus tropas en el Líbano en abril de 2005. El asesinato también llevó a las Naciones Unidas a crear el Tribunal Especial para el Líbano para investigar el asesinato. El Tribunal Especial, junto con una investigación independiente llevada a cabo por el general de brigada libanés Wissam al-Hassan, encontró pruebas convincentes de la responsabilidad del grupo militante libanés Hezbolá en el asesinato. Uno de los investigadores, Wissam Eid, fue asesinado en 2008.
En agosto de 2020, los jueces del Tribunal Especial para el Líbano declararon culpable a Salim Ayyash, un agente de nivel medio de Hezbolá, de cinco cargos, incluido el asesinato intencional de Hariri con premeditación mediante el uso de materiales explosivos. Otros tres acusados fueron absueltos. El panel de jueces concluyó que "no había evidencia de que los líderes de Hezbollah tuvieran alguna participación en el asesinato de Hariri y no hay evidencia directa de la participación siria". Hezbollah negó cualquier implicación y su líder, Hassan Nasrallah, se negó a permitir el arresto de Ayyash.

## Asesinato
La mañana del 14 de febrero, Hariri visitó el Parlamento y luego el Café de l'Etoile durante unos veinte minutos. Salió del café en un convoy de seis coches y siguió una ruta que se mantuvo en secreto hasta el último minuto. Seis minutos y medio después de salir del café, cuando el convoy se acercaba al hotel St. George en la Corniche, un camión bomba explotó y destruyó el convoy.
La explosión dejó un cráter de diez metros de ancho en la Corniche. Un total de 22 personas, incluido Hariri, murieron y 220 más resultaron heridas. Se incendiaron decenas de coches, se derribaron varios edificios y se volaron las ventanas de muchos más.
Hariri fue enterrado, junto con los guardaespaldas que murieron en el bombardeo, en un lugar cercano a la mezquita Mohammad Al-Amin.
Una cinta de vídeo encontrada colgada de un árbol reivindicó la responsabilidad de la explosión por parte del "Grupo Nusra y Jihad en la Gran Siria". No se había oído hablar de ningún grupo así antes. Una cinta transmitida por Al Jazeera mostraba a un hombre barbudo, que se cree era un palestino llamado Ahmad Abu Adas, reivindicando el ataque. La casa de Adas fue allanada, pero él sigue desaparecido. Un informe de la ONU de 2012 sobre el asesinato especuló que él podría haber sido el atacante suicida, pero también cita a un testigo que dijo que Adas no tuvo nada que ver con el atentado. Un informe de 2015 del New York Times afirma que la evidencia de ADN muestra que Adas no fue el atacante, sino que había sido engañado para hacer el video para culpar a los sunitas, y luego probablemente fue asesinado.
El informe de la ONU determinó que la bomba había sido colocada en un camión Mitsubishi Canter blanco, según imágenes de CCTV de un banco HSBC cercano. Probablemente fue detonado por un atacante suicida en el vehículo, que habría evadido los dispositivos electrónicos de interferencia del convoy de Hariri. Los investigadores determinaron que el camión Mitsubishi había sido robado en Sagamihara, Japón, el 12 de octubre de 2004.

## Investigación
El 7 de abril de 2005, el Consejo de Seguridad de las Naciones Unidas adoptó por unanimidad la Resolución 1595 para enviar un equipo de investigación para investigar el asesinato de Hariri. El equipo, dirigido por el juez alemán Detlev Mehlis, presentó sus conclusiones iniciales en el llamado informe Mehlis al Consejo de Seguridad el 20 de octubre de 2005.
El informe implicaba a funcionarios sirios y libaneses, con especial atención a Maher al-Assad, Assef Shawkat, Hassan Khalil, Bahjat Suleiman y Jamil Al Sayyed. Maher al-Assad es hermano del presidente sirio Bashar al-Assad, y Assef Shawqat, una figura poderosa dentro del gobierno, estaba casado con su hermana Bushra. Suleiman es un alto funcionario de seguridad sirio y Jamil Al Sayyed, el único libanés de los cuatro, era el jefe del Departamento de Seguridad General del Líbano en el momento del asesinato de Hariri.
A raíz del informe, el presidente estadounidense George W. Bush pidió que se convocara una reunión especial de la ONU para discutir la respuesta internacional "lo más rápido posible para abordar este asunto tan grave". Mientras tanto, Detlev Mehlis pidió más tiempo para investigar todas las pistas.
Un segundo informe, presentado el 10 de diciembre de 2005, confirmó las conclusiones del primer informe. El 11 de enero de 2006, Mehlis fue reemplazado por el jurista belga Serge Brammertz. 
El gobierno libanés aceptó esta investigación, aunque pidió la plena participación, no la supremacía, de sus propias agencias y el respeto de la soberanía libanesa. El Consejo de Seguridad de la ONU votó unánimemente para exigir la plena cooperación siria con los investigadores de la ONU en el asunto y los dos últimos informes de Brammertz. Elogió la plena cooperación de Siria.
El 18 de diciembre de 2006, un informe de progreso del exjefe de la investigación, Serge Brammertz, indicó que las pruebas de ADN recogidas en la escena del crimen sugieren que el asesinato podría ser obra de un joven suicida.
El 28 de marzo de 2008, el décimo informe de la Comisión Internacional de Investigación Independiente de las Naciones Unidas concluyó que "una red de individuos actuó de forma concertada para llevar a cabo el asesinato de Rafic Hariri y que esta red criminal – la 'Red Hariri' – o partes de ella están vinculado a algunos de los otros casos dentro del mandato de la comisión".
El Consejo de Seguridad prorrogó el mandato de la investigación, que debía finalizar en diciembre de 2008, hasta el 28 de febrero de 2009.

## Hezbolá
En agosto de 2010, en respuesta a la notificación de que el tribunal de la ONU acusaría a algunos miembros de Hezbollah, el secretario general de Hezbollah, Hassan Nasrallah, dijo que Israel estaba buscando una manera de asesinar a Hariri ya en 1993 para crear un caos político que obligaría a Siria a retirarse del Líbano y perpetuar una atmósfera antisiria en el Líbano tras el asesinato. Continuó diciendo que en 1996 Hezbollah detuvo a un agente que trabajaba para Israel llamado Ahmed Nasrallah –sin relación con Hassan Nasrallah– quien supuestamente se puso en contacto con el equipo de seguridad de Hariri y les dijo que tenía pruebas sólidas de que Hezbollah estaba planeando quitarle la vida. . Luego, Hariri se puso en contacto con Hezbolá y les informó de la situación. Saad Hariri (hijo de Rafic Hariri, quien también fue primer ministro del Líbano) respondió que la ONU debería investigar estas afirmaciones.

## Consecuencias
Hariri gozaba de buena reputación entre los líderes internacionales; por ejemplo, era amigo íntimo del presidente francés Jacques Chirac . Pocos sintieron que era una amenaza debido a sus vínculos con la UE y Occidente. Chirac fue uno de los primeros dignatarios extranjeros en ofrecer sus condolencias a la viuda de Hariri en persona en su casa de Beirut. A instancias suyas, también se creó el Tribunal Especial para el Líbano.
Tras la muerte de Hariri, hubo varios otros atentados con bombas y asesinatos contra figuras antisirias. Entre ellos estaban Samir Kassir, George Hawi, Gebran Tueni, Pierre Amine Gemayel y Walid Eido. Se realizaron intentos de asesinato de Elias Murr, May Chidiac y Samir Shehade (que estaba investigando la muerte de Hariri).